# La Trinité-Surzur
La Trinité-Surzur é uma comuna francesa na região administrativa da Bretanha, no departamento Morbihan. Estende-se por uma área de 2,3 km². Em 2010 a comuna tinha 1 676 habitantes (densidade: 728,7 hab./km²).